# مارتن كينيدي
مارتن كينيدي (بالإنجليزية: Martin Kennedy)‏ هو سياسي نيوزلندي، ولد في 1839، وتوفي في 25 أغسطس 1916. انتخب عضو مجلس النواب نيوزيلندا.